# Gare de Tokorozawa
La gare de Tokorozawa (所沢駅, Tokorozawa-eki) est une gare de la ville de Tokorozawa dans la préfecture de Saitama au Japon. Elle appartient à la compagnie privée Seibu et se situe au croisement de ses deux lignes principales, la ligne Seibu Ikebukuro et la ligne Seibu Shinjuku.

## Situation ferroviaire
La gare est située au point kilométrique (PK) 24,8 de la ligne Seibu Ikebukuro et au PK 28,9 de la ligne Seibu Shinjuku.

## Historique
La gare est inaugurée le 21 mars 1895.

## Service des voyageurs

### Accueil
La gare dispose d'un bâtiment voyageurs, avec guichets, ouvert tous les jours.

### Desserte
- Ligne Seibu Shinjuku :
  - voie 1 : direction Hon-Kawagoe
  - voie 2 : direction Higashi-Murayama et Seibu-Shinjuku
- Ligne Seibu Ikebukuro :
  - voie 3 : direction Nerima (interconnexion avec la ligne Seibu Yūrakuchō pour Kotake-Mukaihara, Shibuya ou Shin-Kiba) et Ikebukuro
  - voies 4 et 5 : direction Hannō et Seibu-Chichibu